# Адміністративний устрій Білоцерківського району (1923-2020)
Білоцерківський район періоду 1923 - 2020 років був одним із районів Київської округи (1923-1930), Київської області (від 1932). Перед початком адміністративно-територіальної реформи в Україні 2015-2020 років район поділявся на 36 одиниць: 1 міську, 1 селищну, 34 сільські ради. Адміністративний центр району - місто Біла Церква - був містом обласного підпорядкування та не входив до складу району.. Білоцерківський район включав 60 населених пунктів (1 місто (Узин), 1 селище міського типу (Терезине) та 58 сіл).

## Список радБілоцерківського району
| №  | Назва                               | Центр                 | Населені пункти                               | Площа км² | Місце за площею | Населення (2001), осіб. | Місце за населенням |
| -- | ----------------------------------- | --------------------- | --------------------------------------------- | --------- | --------------- | ----------------------- | ------------------- |
| 1  | Узинська міська рада                | м. Узин               | м. Узин                                       | 67        | 2               | 13217                   | 1                   |
| 2  | Терезинська селищна рада            | смт Терезине          | смт Терезине                                  | 27        | 20              | 1537                    | 8                   |
| 3  | Биково-Гребельська сільська рада    | с. Бикова Гребля      | с. Бикова Гребля с. Черкас                    | 33        | 14              | 1191                    | 15                  |
| 4  | Василівська сільська рада           | с. Василів            | с. Василів                                    | 13        | 33              | 335                     | 36                  |
| 5  | Вільнотарасівська сільська рада     | с. Вільна Тарасівка   | с. Вільна Тарасівка с. Володимирівка с. Гайок | 17        | 29              | 936                     | 21                  |
| 6  | Глушківська сільська рада           | с. Глушки             | с. Глушки                                     | 13        | 33              | 502                     | 34                  |
| 7  | Дроздівська сільська рада           | с. Дрозди             | с. Дрозди с. Мазепинці                        | 37        | 9               | 1388                    | 10                  |
| 8  | Іванівська сільська рада            | с. Іванівка           | с. Іванівка                                   | 37        | 9               | 971                     | 20                  |
| 9  | Йосипівська сільська рада           | с. Йосипівка          | с. Йосипівка с. Затиша с. Красне с. Павлівка  | 30        | 16              | 636                     | 28                  |
| 10 | Коженицька сільська рада            | с. Коженики           | с. Коженики с. Клочки                         | 16        | 31              | 517                     | 33                  |
| 11 | Макіївська сільська рада            | с. Макіївка           | с. Макіївка                                   | 27        | 20              | 752                     | 25                  |
| 12 | Малоантонівська сільська рада       | с. Мала Антонівка     | с. Мала Антонівка                             | 22        | 23              | 616                     | 31                  |
| 13 | Маловільшанська сільська рада       | с. Мала Вільшанка     | с. Мала Вільшанка с. Бакали                   | 30        | 16              | 2006                    | 6                   |
| 14 | Матюшівська сільська рада           | с. Матюші             | с. Матюші                                     | 31        | 15              | 1275                    | 13                  |
| 15 | Михайлівська сільська рада          | с. Михайлівка         | с. Михайлівка с. Вербова                      | 49        | 6               | 676                     | 27                  |
| 16 | Озернянська сільська рада           | с. Озерна             | с. Озерна с. Коржівка с. Межове               | 73        | 1               | 3399                    | 3                   |
| 17 | Олійниково-Слобідська сільська рада | с. Олійникова Слобода | с. Олійникова Слобода                         | 14        | 32              | 619                     | 30                  |
| 18 | Острійківська сільська рада         | с. Острійки           | с. Острійки с. Блощинці                       | 38        | 8               | 1462                    | 9                   |
| 19 | Пилипчанська сільська рада          | с. Пилипча            | с. Пилипча с. Глибочка с. Городище            | 34        | 13              | 1239                    | 14                  |
| 20 | Піщанська сільська рада             | с. Піщана             | с. Піщана                                     | 35        | 12              | 1168                    | 16                  |
| 21 | Поправська сільська рада            | с. Поправка           | с. Поправка с. Одноріг с. Черкас              | 39        | 7               | 908                     | 22                  |
| 22 | Потіївська сільська рада            | с. Потіївка           | с. Потіївка                                   | 30        | 16              | 853                     | 23                  |
| 23 | Розаліївська сільська рада          | с. Розаліївка         | с. Розаліївка с. Людвинівка с. Степок         | 50,4      | 4               | 1057                    | 18                  |
| 24 | Сидорівська сільська рада           | с. Сидори             | с. Сидори                                     | 22        | 23              | 476                     | 35                  |
| 25 | Сорокотязька сільська рада          | с. Сорокотяги         | с. Сорокотяги                                 | 18        | 28              | 712                     | 26                  |
| 26 | Сухоліська сільська рада            | с. Сухоліси           | с. Сухоліси с. Чепиліївка                     | 36        | 11              | 1941                    | 7                   |
| 27 | Тарасівська сільська рада           | с. Тарасівка          | с. Тарасівка                                  | 28        | 19              | 814                     | 24                  |
| 28 | Томилівська сільська рада           | с. Томилівка          | с. Томилівка                                  | 19        | 27              | 1123                    | 17                  |
| 29 | Трушківська сільська рада           | с. Трушки             | с. Трушки                                     | 24        | 22              | 2531                    | 4                   |
| 30 | Фастівська сільська рада            | с. Фастівка           | с. Фастівка                                   | 13        | 33              | 628                     | 29                  |
| 31 | Фесюрівська сільська рада           | с. Фесюри             | с. Фесюри с. Щербаки                          | 17        | 29              | 605                     | 32                  |
| 32 | Фурсівська сільська рада            | с. Фурси              | с. Фурси с. Чмирівка                          | 21        | 25              | 3548                    | 2                   |
| 33 | Храпачівська сільська рада          | с. Храпачі            | с. Храпачі с. Скребиші                        | 20        | 26              | 1025                    | 19                  |
| 34 | Чупирянська сільська рада           | с. Чупира             | с. Чупира                                     | 57        | 3               | 1309                    | 12                  |
| 35 | Шкарівська сільська рада            | с. Шкарівка           | с. Шкарівка                                   | 11        | 36              | 2291                    | 5                   |
| 36 | Яблунівська сільська рада           | с. Яблунівка          | с. Яблунівка с. Мала Сквирка                  | 50        | 5               | 1358                    | 11                  |

* Примітки: м. — місто, смт — селище міського типу, с. — село

## Реформа 2015-2020 років
Першою громадою, утвореною на території Білоцерківського району, стала Фурсівська: 2 серпня 2017 Матюшівська, Трушківська, Фурсівська сільські ради об'єдналися в єдину громаду з центром у селі Фурси. Перші вибори відбулися 29 жовтня 2017 року. У 2020 році до складу громади були також включені Яблунівська сільська рада Білоцерківського району та Великополовецька - Сквирського.
4 жовтня 2017 року утворено Узинську міську громаду у складі Узинської міської,  Василівської, Іванівської, Йосипівської, Малоантонівської, Михайлівської, Олійниково-Слобідської, Сухоліської, Тарасівської сільських рад Білоцерківського району. Перші вибори відбулися 24 грудня 2017 року. У 2020 році громада була розширена шляхом включення населених пунктів Макіївської, Острійківської та Розаліївської сільських рад.
Решта території Білоцерківського району 12 червня 2020 року була розподілена на громади таким чином: Биково-Гребельська, Коженицька, Маловільшанська, Озернянська, Поправська, Потіївська, Сорокотязька, Фастівська, Фесюрівська, Чупирянська сільські ради об'єднані у Маловільшанську сільську громаду (до її складу також увійшла Тадіївська сільська рада Володарського району); Терезинська селищна, Вільнотарасівська, Глушківська, Дроздівська, Пилипчанська, Піщанська, Сидорівська, Томилівська, Храпачівська, Шкарівська сільські ради були об'єднані у Білоцерківську міську громаду з центром у місті обласного значення Біла Церква.
Таким чином, нові громади з центрами на території Білоцерківського району об'єднали у собі 30 рад (тобто за винятком 8 рад, що відійшли у підпорядкування міській раді міста обласного значення, але з двома сільрадами з інших районів), до складу яких входило 1 місто та 49 сіл.
17 липня 2020  Білоцерківський район, як всі інші райони на території України, був ліквідований постановою «Про утворення та ліквідацію районів» та утворений знову у нових, розширених межах.

## Історія

### 1920-і
Білоцерківський район разом з однойменною округою у складі Київської губернії утворений 7 березня 1923 року. До його складу увійшли населені пункти Білоцерківської і Трушківської волостей Білоцерківського повіту, що ліквідовувалися.
За станом на 1924 рік до складу району входили 9 сільрад: Олександрійська, Глибочанська, Зарічанська, Матюшівська, Пилипчанська, Піщанська, Ротоцька, Трушківська, Фурсівська, що об'єднували 14 поселень різного типу (8 сіл, 3 передмістя, 3 частини передмістя). Місто Біла Церква як окружний центр до району не входило, однак його передмістя були навіть центрами сільрад.

### 1930-і
У 1931 році до Білоцерківського району приєднано територію ліквідованого Гребінківського району..
У 1932 році Білоцерківський район став одним із 98 районів новоутвореної Київської області.
У 1935 році 15 сільрад знову відійшли до Гребінківського району, який було відновлено.

### 1960-і
9 червня 1962 року новозбудоване селище Київської дослідної станції 
тваринництва включене до облікових даних як селище Терезине та підпорядковане Вільнотарасівській сільраді.
30 грудня 1962 року у зв'язку з укрупненням районів до складу Білоцерківського району увійшли Узинська селищна рада та усі сільради Сквирського та Узинського районів. При цьому місто Сквира було підпорядковане міській раді Білої Церкви.
10 травня 1963 року у зв'язку з повтореннями назв було перейменовано села Антонівка і Михайлівка на Мала Антонівка і Мала Михайлівка відповідно, та аналогічно назви цих сільрад.
4 січня 1965 року на Київщині було відновлено кілька районів. Відтак, Білоцерківський район був розукрупнений. До Сквирського району були передані 26 сільрад, що об'єднували 55 населених пунктів: Антонівську, Буківську, Великоєрчиківську, Великополовецьку, Горобіївську, Домантівську, Дулицьку, Кам'яногребельську, Краснолісівську, Кривошиїнську, Ленінську, Малоєрчиківську, Малолисовецьку, Маломихайлівську, Мовчанівську, Оріховецьку, Пищиківську, Пустоварівську, Рогізнянську, Самгородоцьку, Селезенівську, Тхорівську, Шаліївську, Шамраївську, Шапіївську, Яхнівську; до Кагарлицького - Шпендівську (1 село); до Фастівського - Малополовецьку сільраду (2 села). Натомість зі складу Тетіївського району було прилучено Тадіївську сільраду (4 села). У складі Білоцерківського району залишилося 36 рад (1 селищна і 35 сільських) та 64 населені пункти.
3 квітня село Хутір Межовий переданий від Озернянської до Тадіївської сільради. 8 грудня 1966 року Тадіївська сільська рада у складі сіл Тадіївка, Гайок, Хутір Межовий, Тарасівка передана до складу Володарського району. Але 9 грудня 1967 року вже перейменований Хутір Межовий - село Межове, повернутий у Білоцерківський район і знову підпорядкований Озернянській сільраді.
У 1967 році відбулося перейменування двох населених пунктів у складі Поправської сільради: з назв сіл Хутір Одноріг та Хутір Черкас виключено слово "Хутір".

### 1970-і
У 1971 році селище міського типу Узин набуло статусу міста. Відповідна рада стала міською.
У 1976 році було ліквідовано 3 сільради: Блощинецьку з передачею села Блощинці у підпорядкування Острійківській сільраді, Малоантонівську (с. Мала Антонівка стала відноситися до Олійниково-Слобідської сільради), Чепиліївську з передачею села Чепиліївка до Сухоліської сільради.

### 1980-і
У 1984 села Затиша і Красне передані від Василівської сільради до Йосипівської.
У 1985 році село Благовіщення Іванівської сільської ради виключене з облікових даних.
У 1987 село Терезине Вільнотарасівської сільської ради отримало статус селища міського типу та було утворено окрему селищну раду.

### 1990-і
У 1991 утворено дві сільради - Глушківську і Малоантонівську, а у 1993 - Сидорівську.